# Byron Houston
Byron Dwight Houston (ur. 22 listopada 1969 w Watonga) – amerykański koszykarz, występujący na pozycji silnego skrzydłowego.

## Osiągnięcia
Na podstawie, o ile nie zaznaczono inaczej.
NCAA
- Uczestnik rozgrywek Sweet 16 turnieju NCAA (1991, 1992)
- Mistrz sezonu regularnego Big 8 (1991)
- Koszykarz roku konferencji Big 8 (1991 wspólnie z Dougiem Smithem)
- Most Outstanding Player (MOP=MVP) turnieju NIT Season Tip-Off (1992)
- Zaliczony do:
  - I składu Big 8 (1990–1992)
  - II składu All-American (1992)
- Lider:
  - wszech czasów Big 8 w liczbie:
    - zbiórek (1190)
    - celnych (698) i oddanych (957) rzutów wolnych

  - Big 8 w:
    - średniej:
      - zbiórek (10,5 – 1991)
      - bloków (2,1 – 1990)

    - w liczbie:
      - punktów (726 – 1991, 688 – 1992)
      - zbiórek (336 – 1991, 294 – 1992)
      - bloków (66 – 1990)
      - celnych rzutów wolnych (196 – 1990, 223 – 1991)
      - oddanych rzutów wolnych (268 – 1990, 300 – 1991, 240 – 1992)

Drużynowe
- Mistrz :
  - CBA (1998)
  - IBL (2000, 2001)

Indywidualne
- MVP play-off CBA (1998)

Reprezentacja
- Wicemistrz igrzysk panamerykańskich (1999)